# Pajaroncillo
Pajaroncillo – gmina w Hiszpanii, w prowincji Cuenca, w Kastylii-La Mancha, o powierzchni 56,91 km². W 2011 roku gmina liczyła 80 mieszkańców.